# One of the Boys
One of the Boys – drugi album studyjny nagrany przez amerykańską piosenkarkę Katy Perry, wydany 17 czerwca 2008 nakładem wytwórni Capitol Music Group. Wydawnictwo osiągnęło światowy sukces sprzedając się w ilości 5 milionów egzemplarzy. Krążek został odznaczony przez RIAA statusem platyny za sprzedaż w Stanach Zjednoczonych w postaci miliona egzemplarzy. Dzięki albumowi Perry zdobyła dwie nominacje do Nagrody Grammy, obie w kategorii Best Female Pop Vocal Performance. Pierwszą nominację otrzymała w 2009 za utwór „I Kissed a Girl”, a drugą w 2010 za utwór „Hot n Cold”.

## Produkcja i styl

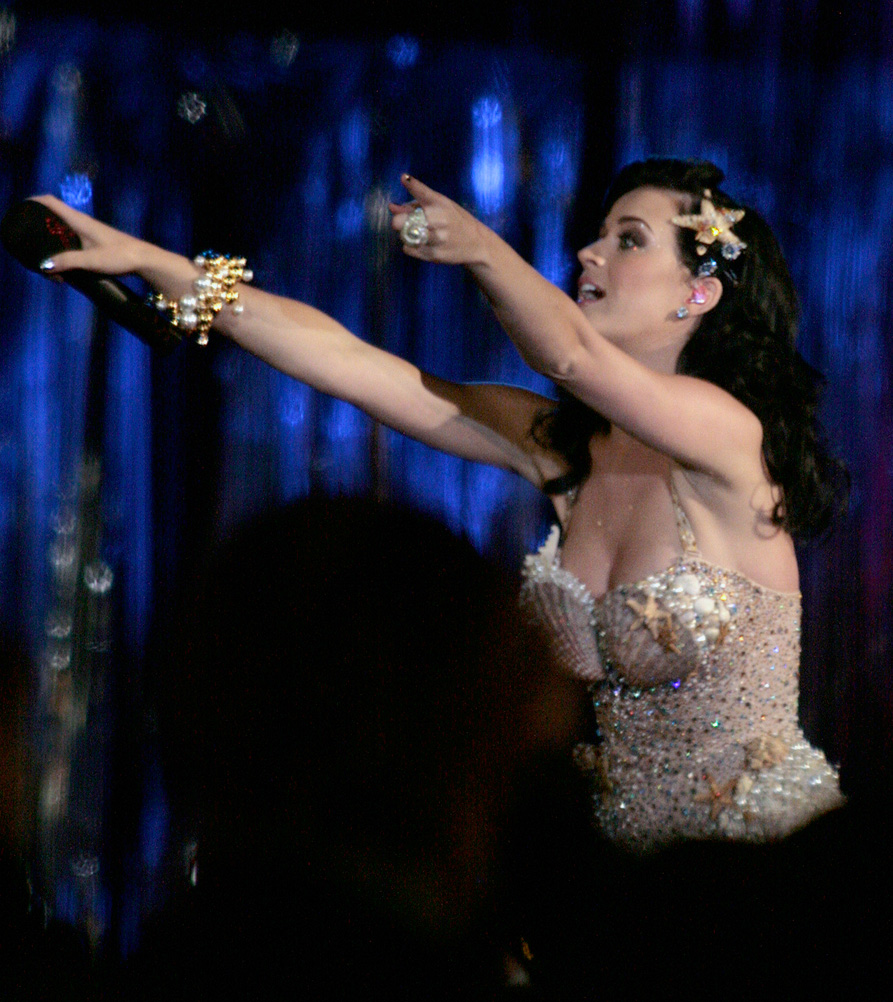
Perry wykonująca „I Kissed a Girl” w 2009.

Perry pracowała nad albumem odkąd skończyła osiemnaście lat. W tym czasie dwukrotnie zerwała kontrakt z wytwórniami płytowymi. Podczas produkcji napisała ponad siedemdziesiąt piosenek i współpracowała z wybitnymi producentami: Gregiem Wellsem, Dr. Lukiem, Maksem Martinem oraz Davidem Stewartem. Na albumie znalazły się trzy piosenki, które Perry napisała bez niczyjej pomocy.
Ostatecznie podpisała kontrakt z Capitol Records. Wówczas razem z Maksem Martinem napisała hity „I Kissed a Girl” oraz „Hot n Cold”, a wkrótce dołączył do nich Dr. Luke. Z Gregiem Wellsem napisała „Ur So Gay” i „Fingerprints”. Chris Anokute pomógł jej skończyć pięć piosenek, następnie wybrał sześć najlepszych, które Perry napisała w przeszłości. W ten sposób ukończono prace nad One of the Boys.
Muzyczny styl albumu One of the Boys porównywany jest do stylu Avril Lavigne i Lily Allen, a sama Perry twierdzi, że podczas nagrywania albumu inspirowała się muzyką Queen, The Beach Boys, Joni Mitchell, Cyndi Lauper, Alanis Morissette i Paula Simona.
Rozmawiając o piosenkach na albumie Perry oznajmiła, że wydała „Ur So Gay” w celu wprowadzenia do albumu:

Ten album będzie miał wiele cech podobnych do „Ur So Gay”. Będzie na nim mnóstwo blagierstwa, ponieważ teksty piosenek są dla mnie bardzo ważne. Jest kilka piosenek, które mają cię doprowadzić do płaczu. Ale jest też kilka piosenek, które mają sprawić żebyś tańczył i śpiewał. Każda piosenka na albumie znajduje się na nim z konkretnego powodu.

Perry napisała tekst do każdej piosenki na albumie, poruszając wiele ważnych dla niej tematów. Utwór „Ur So Gay” jest narzędziem zemsty przeciwko byłemu chłopakowi piosenkarki, w którym satyra i sarkazm skierowane są w kierunku metroseksualizmu. Przebój „I Kissed a Girl” porusza tematykę lesbijstwa. W „Hot n Cold” śpiewa o niezdecydowanym chłopaku oraz wzlotach i upadkach każdej pary, a w piosenkach „I’m Still Breathing” i „Thinking of You” mówi o rozpadających się związkach. „Lost” to ulubiony utwór piosenkarki, który jest po części jej biografią. W „Waking Up in Vegas” opowiada o szalonych podróżach z przyjaciółmi do Las Vegas, zaś w „Mannequin” i „If You Can Afford Me” po raz kolejny śpiewa o swoim byłym chłopaku.
Wszystkie piosenki są zaśpiewane najniższym rodzajem głosu żeńskiego – kontraltem.

## Promocja

### Przed wydaniem albumu

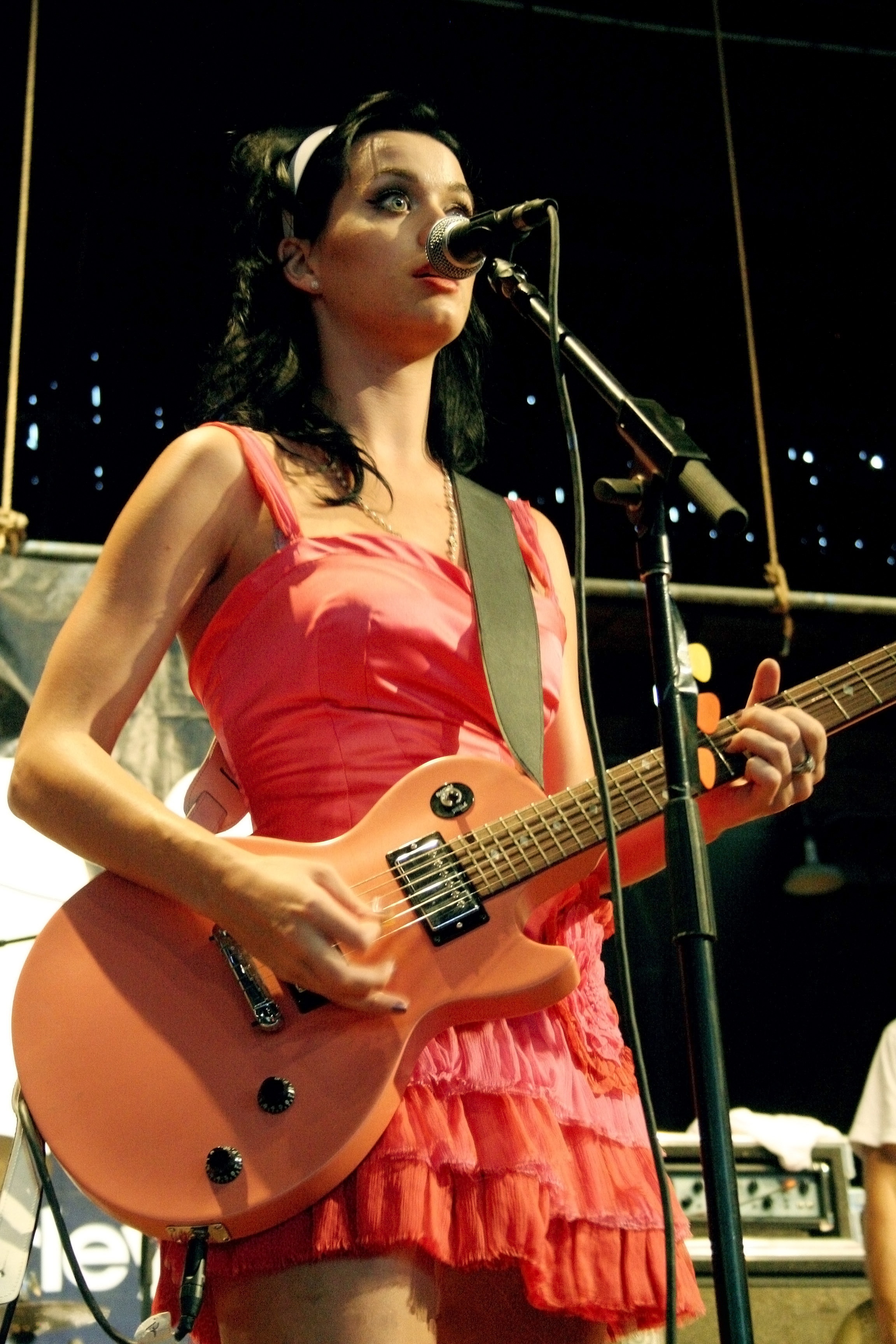
Perry wykonująca „Ur So Gay” w 2008.

Przed wydaniem albumu, wokalistka została ciężko skrytykowana przez stronę The New Gay za piosenkę „Ur So Gay”. Witryna uznała jej kontekst za homofobiczny, a tekst za „powtarzanie w kółko parę gejowskich stereotypów, potępiających jej byłego chłopaka”. Redaktor brytyjskiego magazynu The Guardian – Jane Czyzselska nazwała piosenkę „słodkim, orzeźwiającym antidotum na lawinę z jawnie wyznawanego erotyzmu”. Perry promowała utwór w Portugalii, co wywołało oburzenie wśród Portugalczyków. Pierwszy singel, wydany w maju 2008 – „I Kissed a Girl” wywołał wielkie kontrowersje na całym świecie. Szybko stał się globalnym hitem, podbijając pierwsze pozycje w ponad 30 krajach, między innymi w Stanach Zjednoczonych, Wielkiej Brytanii, Australii czy w Kanadzie. Do czerwca 2010 w samych Stanach Zjednoczonych utwór pobrało prawie 4 miliony osób. Pomimo homoseksualnego kontekstu piosenki Perry jest heteroseksualistką, przez co została surowo skrytykowana przez homoseksualistów, którzy twierdzili, że wykorzystała ich do zdobycia sławy. Z kolei Lokalna centrala ewangelicznych Kątów Schronień Kościoła podsumowała utwór tekstem: „Pocałowałam dziewczynę i lubiłam to. Więc poszłam do piekła”.

### Po wydaniu albumu
Na drugi singel wybrano „Hot n Cold”. Wydany we wrześniu 2008 utwór, dotarł do trzeciego miejsca w Stanach Zjednoczonych. Do czerwca 2010 pobrano go około 4,5 miliona razy, co oficjalnie czyni go jednym z dziesięciu najlepiej sprzedających się w historii utworów w formie cyfrowej. Kolejny singel – ballada „Thinking of You” początkowo miał zostać wydany jako pierwszy singel, jednak ze względu na gwałtowny wzrost popularności „I Kissed a Girl” plany te zostały zmienione. Premiera pierwszej wersji teledysku odbyła się pod koniec kwietnia 2008, ale wkrótce została usunięta z YouTube. Drugą wersję teledysku, wyreżyserowaną przez Melinę Matsoukas nakręcono w grudniu 2008. Premiera miała miejsce 23 grudnia 2008. „Thinking Of You” nie poprzedził sukcesów poprzednich singli, do sierpnia 2010 pobrano go niecałe milion razy. Ostatni, czwarty singel z albumu to „Waking Up in Vegas”. Teledysk nagrano i wydano w marcu 2009, jego reżyserem był Joseph Kahn. Utwór cieszył się dużą popularnością w Stanach Zjednoczonych, Australii i w Kanadzie. Do sierpnia 2010 pobrało go 1,8 miliona osób.

### Hello Katy Tour
23 stycznia 2009 wokalistka wyruszyła w swoją pierwszą światową trasę koncertową – Hello Katy Tour. Podczas pobytu Perry w Ameryce Północnej, Europie, Azji oraz w Australii i Oceanii odbyło się 89 koncertów. Jako support w Europie pojawił się popularny zespół 3OH!3, a w Stanach Zjednoczonych The Daylights. Ostatni koncert miał miejsce 28 listopada 2009 w Austrii.

## Odbiór

### Krytyka
| Oceny łączne      | Oceny łączne |
| Publikacja        | Ocena        |
| ----------------- | ------------ |
| Album of the Year | 44/100       |
| Metacritic        | 47/100       |
| Recenzje          |              |
| Publikacja        | Ocena        |
| AllMusic          | [ 4 ]        |
| Blender           | [ 30 ]       |
| The Guardian      | [ 31 ]       |
| musicOMH          | [ 32 ]       |
| NME               | [ 33 ]       |
| NOW Magazine      | [ a ] [ 34 ] |
| The Observer      | [ 35 ]       |
| PopMatters        | 4/10         |
| Rolling Stone     | [ 37 ]       |
| Slant Magazine    | [ 38 ]       |
| Spin              | [ 39 ]       |

Album zebrał negatywne opinie od większości krytyków. Metacritic, który na podstawie 18 recenzji zliczył średnią, przyznał płycie słaby wynik 47%. Pomimo wielu niekorzystnych słów na temat krążka, pojawiały się także w mniejszym stopniu pozytywne. Jedną z nich One of the Boys otrzymał od magazynu Billboard, który porównał go do albumów Alanis Morissette i stwierdził, że jest pełen potencjalnych hitów. Blender pochwalił Perry za niebanalne teksty piosenek i udaną próbę eksperymentu z nową falą popularności syntho popu.
Częściej album otrzymywał niekorzystne bądź neutralne recenzje. Stephen Thomas Erlewine z AllMusic przyznał płycie trzy i pół gwiazdki na pięć, nazywając ją fałszywą oraz niedojrzałą pod względem tekstów piosenek i wizerunku. Dodatkowo stwierdził, że Perry jest groteskowym przykładem nędzy muzycznej panującej w XXI wieku. Slant Magazine skrytykował wokalistkę za niewykorzystanie szansy współpracy z Dr. Lukiem czy Glenem Ballardem, a także za użycie fałszywego wizerunku lesbijki w „I Kissed a Girl” w celu zdobycia popularności. Spin określił album nudnym i ponurym, a The New York Times wprost odradził zakupu krążka. Według magazynu Rolling Stone Perry ma serce stworzone do muzyki, jednak nie potrafiła tego udowodnić na One of the Boys. Wśród najlepszych utwór wymienił „Thinking of You i „Mannequin”. PopMatters uznał, że dobre utwory Katy są proste i bez sensu, mając na myśli głównie „Hot n Cold” i „Ur So Gay”.

### Sukces komercyjny
Płyta zadebiutowała na dziewiątej pozycji na liście Billboard 200 z 47 tysiącami sprzedanych kopii w pierwszym tygodniu i pozostał tam przez 84 tygodni. Do 2011 album rozszedł się w nakładzie ponad miliona egzemplarzy w samych Stanach Zjednoczonych, co dało mu w tym kraju status platyny. W Kanadzie zadebiutował na dziesiątym miejscu, ale później awansował jeszcze na szóste. W marcu 2010 krążek otrzymał tam status podwójnej platyny. W Wielkiej Brytanii One of the Boys zadebiutował na jedenastej pozycji i pokrył się platyną. Dotarł także do miejsca jedenastego w Australii, gdzie odznaczył się podwójną platyną.

## Lista utworów
| #                       | Tytuł                  | Autorzy                                              | Produkcja                 | Czas |
| ----------------------- | ---------------------- | ---------------------------------------------------- | ------------------------- | ---- |
| 1.                      | "One of the Boys"      | Katy Perry                                           | Butch Walker              | 4:09 |
| 2.                      | "I Kissed a Girl"      | Katy Perry, Lukasz Gottwald, Max Martin, Cathy Denis | Dr. Luke                  | 3:01 |
| 3.                      | "Waking Up in Vegas"   | Katy Perry, Desmond Child, Andreas Carlsson          | Greg Wells                | 3:24 |
| 4.                      | "Thinking of You"      | Katy Perry                                           | Butch Walker              | 4:09 |
| 5.                      | "Mannequin"            | Katy Perry                                           | Greg Wells                | 3:19 |
| 6.                      | "Ur So Gay"            | Katy Perry, Greg Wells                               | Greg Wells                | 3:39 |
| 7.                      | "Hot n Cold"           | Katy Perry, Lukasz Gottwald, Max Martin              | Dr. Luke                  | 3:42 |
| 8.                      | "If You Can Afford Me" | Katy Perry, Dave Katz, Sam Hollande                  | S*A*M & SLUGGO            | 3:21 |
| 9.                      | "Lost"                 | Katy Perry, Ted Bruner                               | Ted Bruner                | 4:18 |
| 10.                     | "Self Inflicted"       | Katy Perry, Scott Cutler, Anne Preven                | Scott Cutler, Anne Preven | 3:27 |
| 11.                     | "I’m Still Breathing"  | Katy Perry, David Stewart, Matthew Thiessen          | David Stewart             | 3:48 |
| 12.                     | "Fingerprints"         | Katy Perry, Greg Wells                               | Greg Wells                | 3:44 |
| Edycja iTunes (Bonus)   |                        |                                                      |                           |      |
| 13.                     | "I Think I’m Ready"    | Katy Perry, Ted Bruner                               | Ted Bruner                | 2:37 |
| Edycja Wal-Mart (Bonus) |                        |                                                      |                           |      |
| 13.                     | "A Cup of Coffee"      | Katy Perry, Glen Ballard, Matt Thiessen              | Glen Ballard              | 4:14 |

## Notowania i certyfikacje

### Notowania
| Listy (2008-2009)                 | Najwyższe pozycje |
| --------------------------------- | ----------------- |
| Australia (ARIA Charts)           | 11                |
| Austria (Ö3 Austria Top 40)       | 6                 |
| Belgia (Ultratop Flandria)        | 24                |
| Belgia (Ultratop Walonia)         | 23                |
| Czechy (Czech Albums Chart)       | 33                |
| Dania (Tracklisten)               | 4                 |
| Europa (European Top 100 Albums)  | 10                |
| Finlandia (Finnish Albums Chart)  | 13                |
| Francja (SNEP)                    | 10                |
| Grecja (Greek Albums Chart)       | 11                |
| Hiszpania (PROMUSICAE)            | 51                |
| Holandia (MegaCharts)             | 32                |
| Irlandia (IRMA)                   | 10                |
| Kanada (Canadian Albums Chart)    | 6                 |
| Meksyk (AMPROFON)                 | 9                 |
| Niemcy (Media Control Charts)     | 7                 |
| Norwegia (VG-Lista)               | 7                 |
| Nowa Zelandia (RIANZ)             | 17                |
| Portugalia (AFP)                  | 18                |
| Szwajcaria (Schweizer Hitparade)  | 6                 |
| Szwecja (Sverigetopplistan)       | 19                |
| USA (Billboard 200)               | 9                 |
| USA (Rock Albums)                 | 3                 |
| Węgry (MAHASZ)                    | 37                |
| Wielka Brytania (UK Albums Chart) | 11                |
| Włochy (FIMI)                     | 23                |

| Notowania (2009)                 | Pozycja |
| -------------------------------- | ------- |
| Niemcy (Media Control Charts)    | 46      |
| Szwajcaria (Schweizer Hitparade) | 32      |
| Notowania (2010)                 | Pozycja |
| Australia (ARIA Charts)          | 94      |

| Państwo         | Dostawca | Status     |
| --------------- | -------- | ---------- |
| Australia       | ARIA     | 2× Platyna |
| Austria         | IFPI     | Platyna    |
| Belgia          | BEA      | Złoto      |
| Brazylia        | ABPD     | Platyna    |
| Dania           | IFPI     | Złoto      |
| Europa          | BEA      | Platyna    |
| Francja         | BEA      | Platyna    |
| Irlandia        | IRMA     | Platyna    |
| Kanada          | CRIA     | 2× Platyna |
| Niemcy          | BVMI     | Złoto      |
| Nowa Zelandia   | RIANZ    | Złoto      |
| Szwajcaria      | IFPI     | Złoto      |
| Szwecja         | IFPI     | Złoto      |
| USA             | RIAA     | Platyna    |
| Wielka Brytania | BPI      | Platyna    |

## Historia wydania
| Region | Data            | Format              |
| ------ | --------------- | ------------------- |
| USA    | 17 czerwca 2008 | CD Digital download |
| Europa | 25 lipca 2008   | CD Digital download |